# Jakob Dubs
Pour les articles homonymes, voir Dubs.
Jakob Dubs, né le 26 juillet 1822 à Affoltern am Albis (canton de Zurich) et mort le 13 janvier 1879 à Lausanne, est un homme politique suisse, membre du Parti radical démocratique.

## Départements
- 1861-1863   Département de justice et police
- 1864   Département politique
- 1865   Département de l'intérieur
- 1866   Département de justice et police
- 1867   Département des postes
- 1868   Département politique
- 1869   Département des postes
- 1870   Département politique
- 1871-1872   Département de l'intérieur

## Présidence de la Confédération
- 1864, 1868, 1870